# Семеново (Зав'яловський район)
Семе́ново (рос. Семёново) — присілок в Зав'яловському районі Удмуртії, Росія.
Знаходиться на правому березі річки Якшурка, лівої притоки Вожойки, обабіч траси Іжевськ-Воткінськ.

## Населення
Населення — 346 осіб (2012; 270 в 2010).
Національний склад станом на 2002 рік:
- удмурти — 56 %

## Урбаноніми[3]
- вулиці — Вишнева, Високовольтна, Джерельна, Квіткова, Ключова, Лісова, Підлісна, Підлісна 1-а, Підлісна 2-а, Підлісна 3-я, Підлісна 4-а, Польова, Семеновська, Сонячна